# Jesús Divino Maestro en Pineta Sacchetti (título cardenalicio)
Jesús Divino Maestro en Pineta Sacchetti es un título cardenalicio de la Iglesia Católica. Fue instituido por el papa Pablo VI en 1969. La Universidad Católica del Sagrado Corazón se encuentra en el territorio de la parroquia Jesús Divino Maestro en el barrio Balduina de Roma

## Titulares
- John Joseph Wright (28 de abril de 1969 - 10 de agosto de 1979)
- Thomas Stafford Williams (2 de febrero de 1983 - 22 de diciembre de 2023)